# Socha svatého Václava (Přelouč)
Pískovcová socha svatého Václava od pražského sochaře Františka Hergessela roku 1860 se nalézá na Václavském náměstí v městě Přelouč v okrese Pardubice. Přechodně byla socha po několik desetiletí až do roku 2010 umístěna před kostelem svatého Jakuba v Přelouči. Socha je od roku 1958 chráněna jako nemovitá kulturní památka ČR.

## Popis
Na dvou pískovcových schodech v centru náměstí stojí na hranolové patce s vytesaným letopočtem 1860 na čelní straně pilíř ve tvaru hranolu s hlubokými propadlinami po stranách zakončený nahoře ustupujícím profilovaným vrcholem, na kterém stojí samotná socha svatého Václava.
Samotná socha představuje světce v životní velikosti oděného v knížecím oděvu s knížecí korunou na hlavě a stojícího s mírně vysunutým bokem a váhou těla na levé noze. Světec drží v levé ruce praporec, žerdí opřený o zem, a pravou rukou přidržuje štít s erbem orlice stojící na zemi a opřený o jeho pravou nohu.

## Fotogalerie

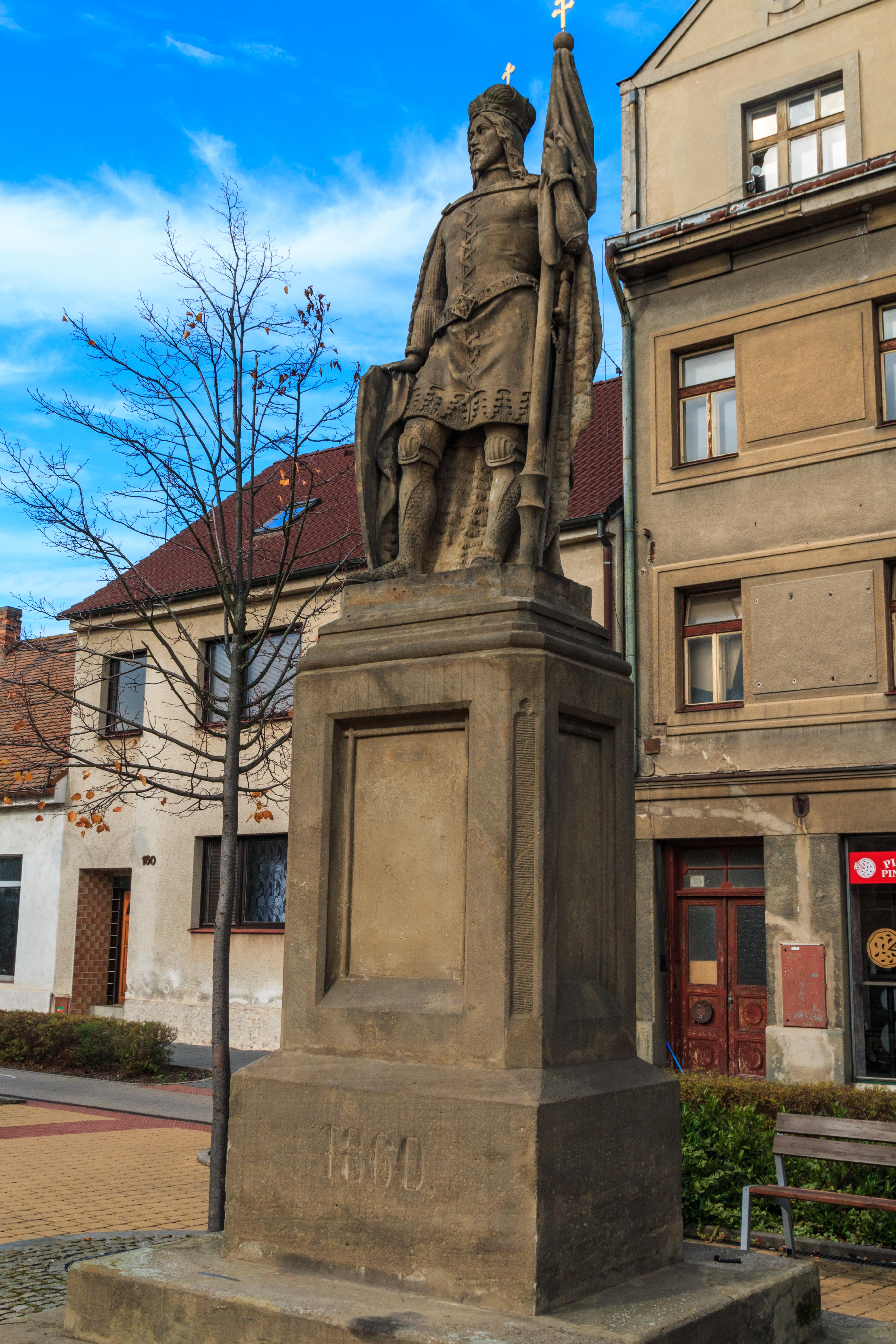
Socha svatého Václava na Václavském náměstí v Přelouči